# Edward Jones (statisztikus)
Edward Davis Jones (Worcester, 1856. október 7. – New York, 1920. február 16.) amerikai statisztikus és újságíró, aki leginkább a Dow Jones Industrial Average "Jones"-jaként és a The Wall Street Journal társalapítójaként ismert.

## Fiatalkora
Jones 1856. október 7-én született a massachusettsi Worcesterben. Szülei, John Jones tiszteletes és Clarissa (született Day) Jones walesi származásúak voltak. Jones a Worcester Akadémián érettségizett, majd a Brown Egyetemre járt, mielőtt az első évben abbahagyta volna a tanulmányait. Miután otthagyta a Brownt, Jones a Rhode Island-i Providence-ben a Providence Morning Star and Evening Press riportereként dolgozott, ahol megismerkedett Charles Dow-val, aki szintén riporter volt.

## A Dow Jones
Ezt a céget Jones és Charles Dow alapította közösen 1882-ben „a New York-i tőzsde pincéjében”, Charles Bergstresser volt a csendestársuk. A cég a Dow Jones Ipari Átlagról és a The Wall Street Journalról lett híres. 

## Fordításai
- De Boer, Tjitze (1903): The History of Philosophy in Islam.